# The Austonian
The Austonian – mieszkalny drapacz chmur znajdujący się w śródmieściu Austin. Z 56 kondygnacjami i 208 metrami wysokości jest drugim co do wysokości budynkiem w mieście, przewyższając poprzedniego rekordzistę, 360 Condominiums, o 32 metry i ustępując o 2 metry ukończonemu w 2019 The Independent. Austonian jest również drugim co do wysokości, w całości mieszkalnym wieżowcem w Ameryce Północnej, na zachód od Missisipi.